# Caacupé
Caacupé (Guaraní Ka'akupe) ist die Hauptstadt des Departamentos Cordillera des Staates Paraguay. Die Stadt Caacupé hat 19.131 Einwohner (Zensus 2002), der gleichnamige Distrikt 42.127. 1982 hatte die Stadt 9.151 Einwohner. Das jährliche Bevölkerungswachstum wird mit etwa 3 % angegeben.

## Geographie
Die am 4. April 1770 gegründete Stadt liegt etwa 50 km östlich der Landeshauptstadt Asunción in hügeliger Landschaft, welche dem Departamento (Cordillera ist spanisch für Gebirge) seinen Namen gab. Durch den Ort führt die Fernstraße Ruta 2 (Mariscal José Félix Estigarribia), die das 53 km entfernte Asunción mit Ciudad del Este und Brasilien verbindet.
Das Klima ist subtropisch mit einem Jahresmittel von 22 °C und einer jährlichen Niederschlagsmenge von im Mittel 1536 mm.

## Wallfahrtsort
Von überregionaler Bedeutung ist der Ort wegen der in seinem Zentrum gelegenen Kathedrale Basílica de la Virgen de los Milagros, die Bischofskirche des Bistums Caacupé. Der von einer großen Kuppel überdeckte Zentralbau, die größte Kirche und religiöses Zentrum des Landes, wurde 1945 begonnen und konnte nach vielen Bauverzögerungen, unter anderem wegen Geldmangel, erst 1988 von Papst Johannes Paul II. bei dessen Besuch in Paraguay geweiht werden.

Basilika von Caacupé
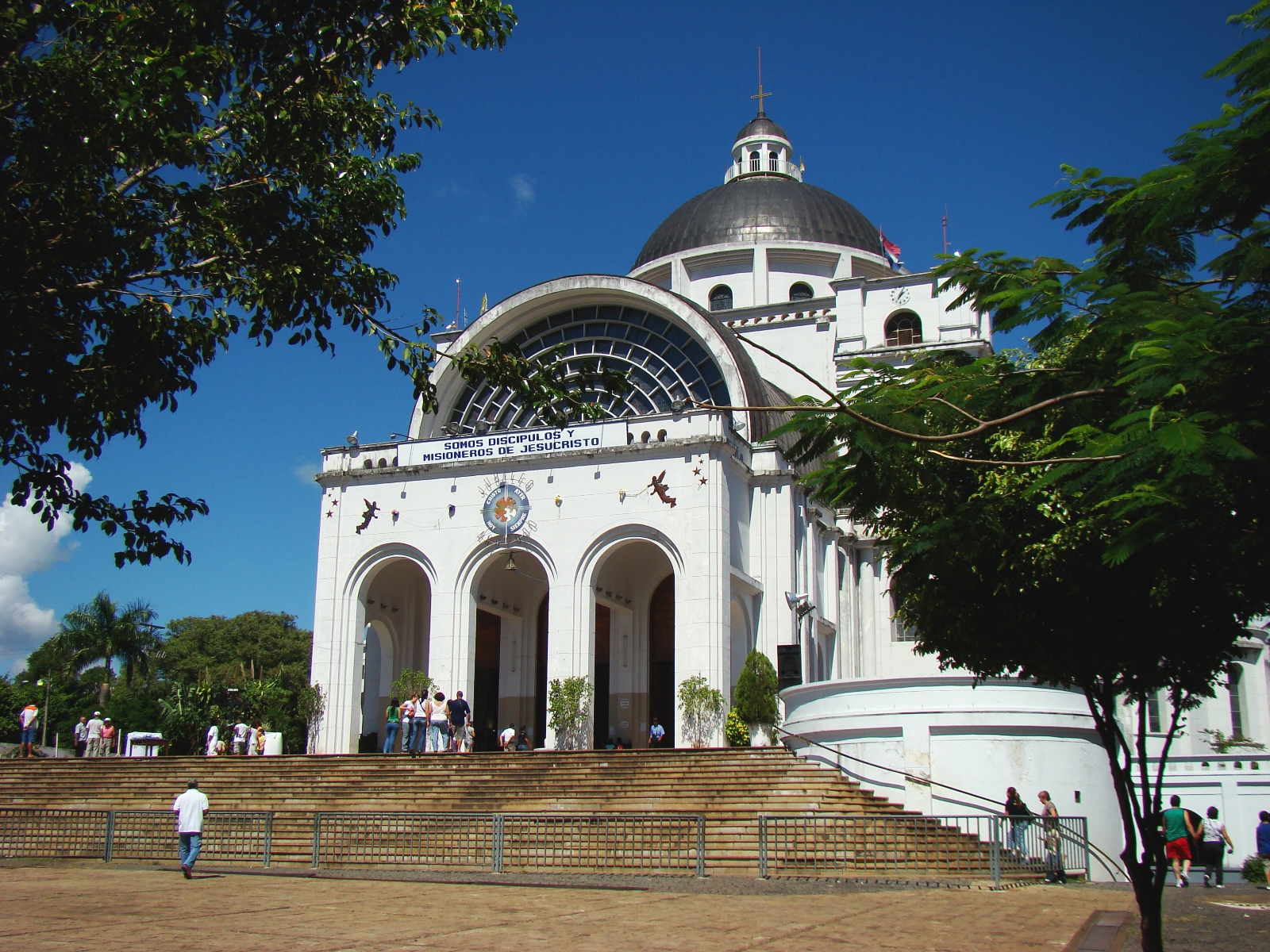
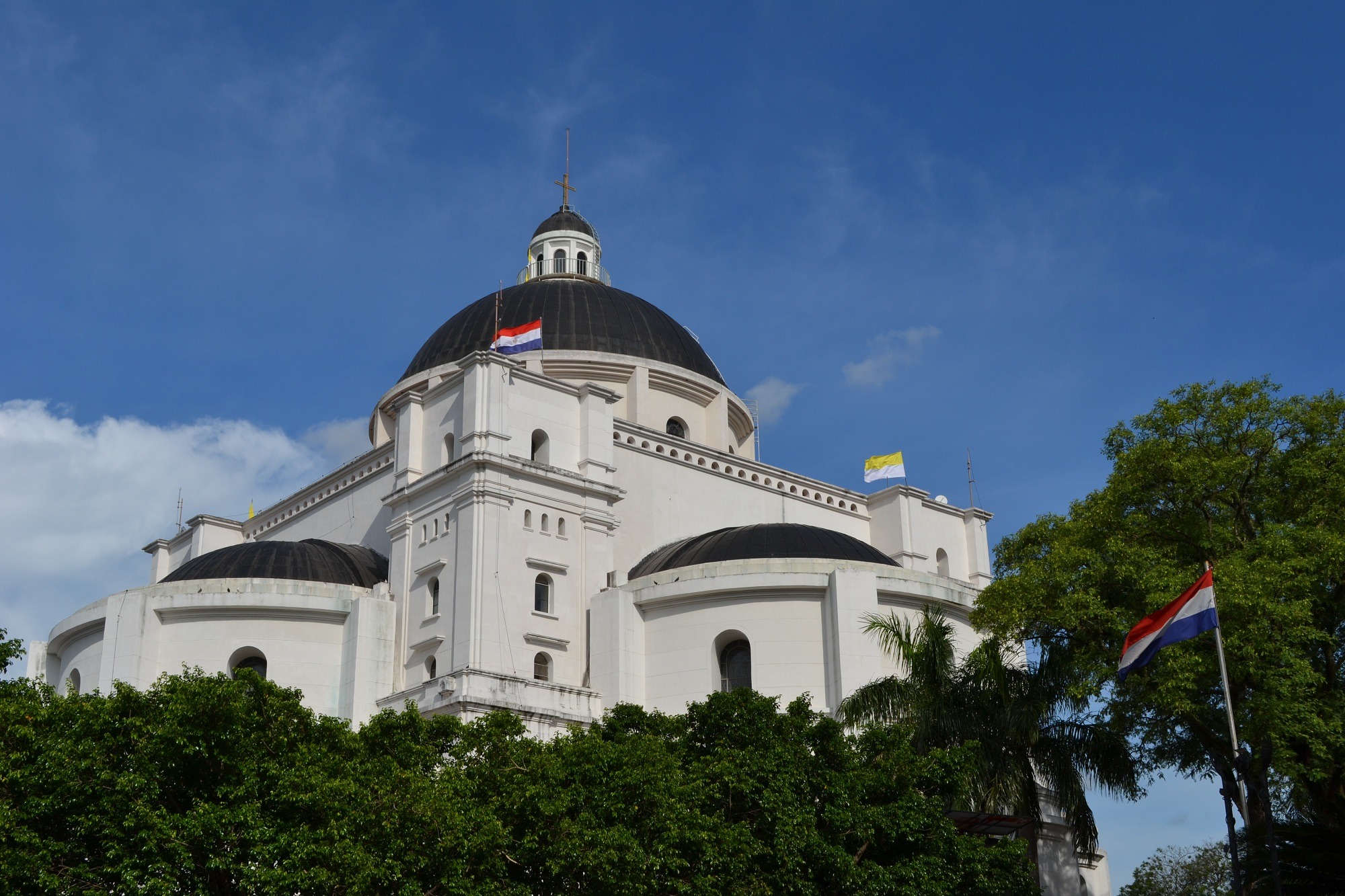

Alljährlich in der Woche um den 8. Dezember (Mariä Empfängnis) versammeln sich in der Kirche und auf dem großen Vorplatz täglich Hunderttausende von Christen aus allen Teilen Paraguays, aber auch aus den umliegenden Ländern. Die Pilger huldigen der wundertätigen Jungfrau Maria. Diese ist in der Kirche mit einer 60 cm großen, blau gewandeten Marienstatue dargestellt.
Die Statue bzw. die Wallfahrt gehen zurück auf die wunderbare Rettung eines zum Christentum konvertierten Guaraní-Indianers auf der Flucht vor seinen heidnischen Verfolgern Ende des 16. Jahrhunderts. Nachdem er Maria um Hilfe angerufen hatte, gelang es ihm, sich erfolgreich hinter einem Strauch zu verstecken. Aus dem Begriff ka'aguy kupe bzw. ka'akupe (guaraní für „hinter dem Strauch“ oder „hinter dem Kraut“) leitet sich auch der Ortsname ab. Aus Dankbarkeit für seine Rettung fertigte er zwei Marienstatuen, eine für die Kirche von Tobatí, die zweite, etwas kleinere, für sich selbst. Letztere befindet sich jetzt in der Kathedrale von Caacupé.
Höhepunkt der Wallfahrt ist eine große Lichterprozession am Abend.